# Титтии
Титтии или Титты (лат.  Titti ) — небольшое кельтиберское племя на северо-востоке Пиренейского полуострова, жившее в долине реки Халон. На севере титтии граничили с беллами, от которых находились в зависимости. Населяли восточную часть современной испанской провинции Гвадалахара, южную часть провинции Сарагоса и северо-запад провинции Теруэль.
Чеканили собственную монету. Главным их городом был Titum.
В III веке до н. э. вошли в кельтиберскую племенную конфедерацию с центром в Нуманции, в составе которой участвовали в войнах с Римом. В 179 году до н. э., наряду с другими племенами конфедерации, подписали мирный договор с Тиберием Семпронием Гракхом.
После падения Нуманции в 133 году до н. э. земли титтиев были включены в состав римской провинции Ближняя Испания. Со временем, постепенно романизировались.